# Tatsugō
Tatsugō (龍郷町 Tatsugō-chō?) es un pueblo en la prefectura de Kagoshima, Japón, localizado en las islas Amami,  al sur de la isla de Kyūshū. Tenía una población estimada de 5753 habitantes el 1 de marzo de 2021 y una densidad de población de 70 personas por km².

## Geografía
Tatsugō ocupa la parte norte de la isla Amami Ōshima la mayor de las islas Amami en el archipiélago de las Ryūkyū. Limita con el mar de China Oriental al este, el océano Pacífico al oeste y con la ciudad de Amami tanto al sur como al norte. El área está sujeta a frecuentes tifones.

## Economía
La economía de Tatsugō se basa principalmente en la agricultura, siendo la caña de azúcar y la horticultura de cítricos los cultivos principales, y la pesca comercial.

## Demografía
Según los datos del censo japonés, la población de Tatsugō se ha mantenido estable en los últimos 50 años.
| Gráfica de evolución demográfica de Tatsugō entre 1940 y 2015 |
|                                                               |
| Oficina de Estadística de Japón                               |